# Telmatophilus typhae
Telmatophilus typhae is een keversoort uit de familie harige schimmelkevers (Cryptophagidae). De wetenschappelijke naam van de soort werd in 1802 gepubliceerd door Carl Fredrik Fallén.